# Barbara Bain
Barbara Bain, właśc. Millicent Fogel (ur. 13 września 1931 w Chicago) – amerykańska aktorka, tancerka i modelka.

## Biografia
Ukończyła University of Illinois z tytułem licencjata w socjologii. Potem przeniosła się do Nowego Jorku, gdzie zdobyła pracę jako tancerka i modelka. Studiowała w Theater Studio u Marthy Graham i Lee Strasberga w prestiżowym Actors Studio, gdzie odkryła swoją prawdziwą pierwszą miłość – aktorstwo. 

## Kariera aktorska
W swojej kilkudziesięcioletniej karierze aktorskiej zagrała łącznie w kilkudziesięciu filmach i serialach TV. Jej rozpoznawalną kreacją jest postać agentki Cinnamon Carter w serialu telewizyjnym CBS Mission: Impossible (1966–69), za którą trzykrotnie otrzymała nagrodą Emmy (1967, 1968, 1969) dla najlepszej aktorki w serialu dramatycznym i nominację do Złotego Globu. W latach siedemdziesiątych XX wieku zagrała główną rolę dr Heleny Russell w brytyjskim serialu science fiction Kosmos 1999 (1975–77). Po mimo zaawansowanego wieku wciąż można ją zobaczyć (lub usłyszeć jej głos) w epizodycznych rolach w mniej lub bardziej znanych filmach i serialach. 

## Filmografia
- 1958: Harbormaster jako Mary Owens
- 1959: Mike Hammer jako Dora Church
- 1959: State Trooper jako Madge Slausen
- 1960: Perry Mason jako Madelyn Terry
- 1959: Mr. Lucky jako Prudence
- 1966–1969: Mission: Impossible jako Cinnamon Carter
- 1975–1977: Kosmos 1999 jako dr Helena Russell
- 1984: The New Mike Hammer jako Julia Huntley
- 1985: Na wariackich papierach (Moonlighting) jako Emily Greydon
- 1987: Strach na wróble i pani King (Scarecrow and Mrs. King) jako Christina Golitsyn
- 1988: Napisała: Morderstwo jako Nora Morgan
- 1991: Napisała: Morderstwo jako Ellen Lombard
- 1997: Diagnoza morderstwo jako Cinnamon Carter
- 1998: Strażnik Teksasu jako matka Superior
- 1994–1995 Moje tak zwane życie jako Vivian Wood
- 1999: Millennium jako Lilly Unser
- 2000: CSI: Kryminalne zagadki Las Vegas jako pani Iris Paul
- 2000: Przerażenie (Panic) jako Daidre
- 2008: Ben 10: Obca potęga jako Verdona (głos)